# Мацеревич, Антоний
Антоний Мацеревич (пол. Antoni Macierewiczо файле); род. 3 августа 1948) — польский политик. Являлся депутатом Сейма и Европейского парламента. Министр национальной обороны Польши (2015—2018), до этого в разное время работал министром внутренних дел, главой контрразведки.

## Биография
Родился в Варшаве 3 августа 1948 года. Был младшим из троих детей в семье научных работников (отец — химик, мать — биолог).
В 1971 году окончил исторический факультет Варшавского университета. Затем работал в лаборатории истории Латинской Америки и Африки Польской академии наук, занимался латиноамериканской проблематикой. С 1981 года преподавал в Ягеллонском университете.
С 1968 года был активным антикоммунистом. Участвовал в создании оппозиционной организации Комитет защиты рабочих, ставшей предшественницей «Солидарности». Тесно сотрудничал с Яцеком Куронем, Адамом Михником. Входил в состав забастовочного комитета Гданьской судоверфи. В период Военного положения был интернирован.
Депутат Сейма I, III, IV, VI, VII и VIII созывов.
В 1991—1992 годах занимал пост министра внутренних дел. В рамках люстрации опубликовал «список Мацеревича», в который вошли политики и общественные деятели, в том числе президент Лех Валенса и маршал Сейма Веслав Хшановский, которые, по архивным данным, сотрудничали со Службой безопасности ПНР. Публикация списка в прессе стала одной из причин отставки правительства Яна Ольшевского.
В 2006 году был назначен заместителем министра обороны в правительстве Ярослава Качиньского. Занимался ликвидацией Военной информационной службы и проверкой её сотрудников, а также созданием новой Службы военной контрразведки, которую возглавлял с января по ноябрь 2007 года. По результатам проверки был опубликован «рапорт Мацеревича», посвящённый критике польских специальных служб. В частности, было выдвинуто обвинение в наличии в их рядах большого числа российских агентов, деятельности в пользу России, влиянии на политику и общественное мнение, незаконной торговле оружием и финансовых махинациях. Рапорт подвергся критике со стороны оппозиции, в том числе министра обороны Радослава Сикорского. Согласно проверке, проведённой в 2007 году координатором по вопросам специальных служб Збигневом Вассерманом, Мацеревич раскрыл целый ряд действующих сотрудников и контакты польской разведки, в том числе в арабских странах, тем самым поставив под угрозу безопасность как этих людей, так и Польши в целом.
С 16 ноября 2015 года — министр обороны в правительстве Беаты Шидло, инициатор реформы польских вооружённых сил. Приоритетами проводимой реформы является увеличение численности и технического оснащения Войска Польского, создание 17 бригад территориальной обороны, прежде всего в восточных воеводствах страны, привлечение на территорию Польши войск стран-союзниц по НАТО, прежде всего США, поддержка Украины в борьбе с «российской угрозой». Кроме того, при Министерстве национальной обороны была создана подкомиссия по расследованию катастрофы президентского Ту-154 под Смоленском, целью которой является пересмотр результатов отчёта МАК и предыдущего официального польского расследования.
9 января 2018 года новый премьер-министр Польши Матеуш Моравецкий отправил главу национальной обороны Антония Мачеревича в отставку. О соответствующем решении главы кабмина стало известно во время церемонии смены состава правительства, которая прошла в президентском дворце в присутствии главы государства Анджея Дуды.

## Высказывания

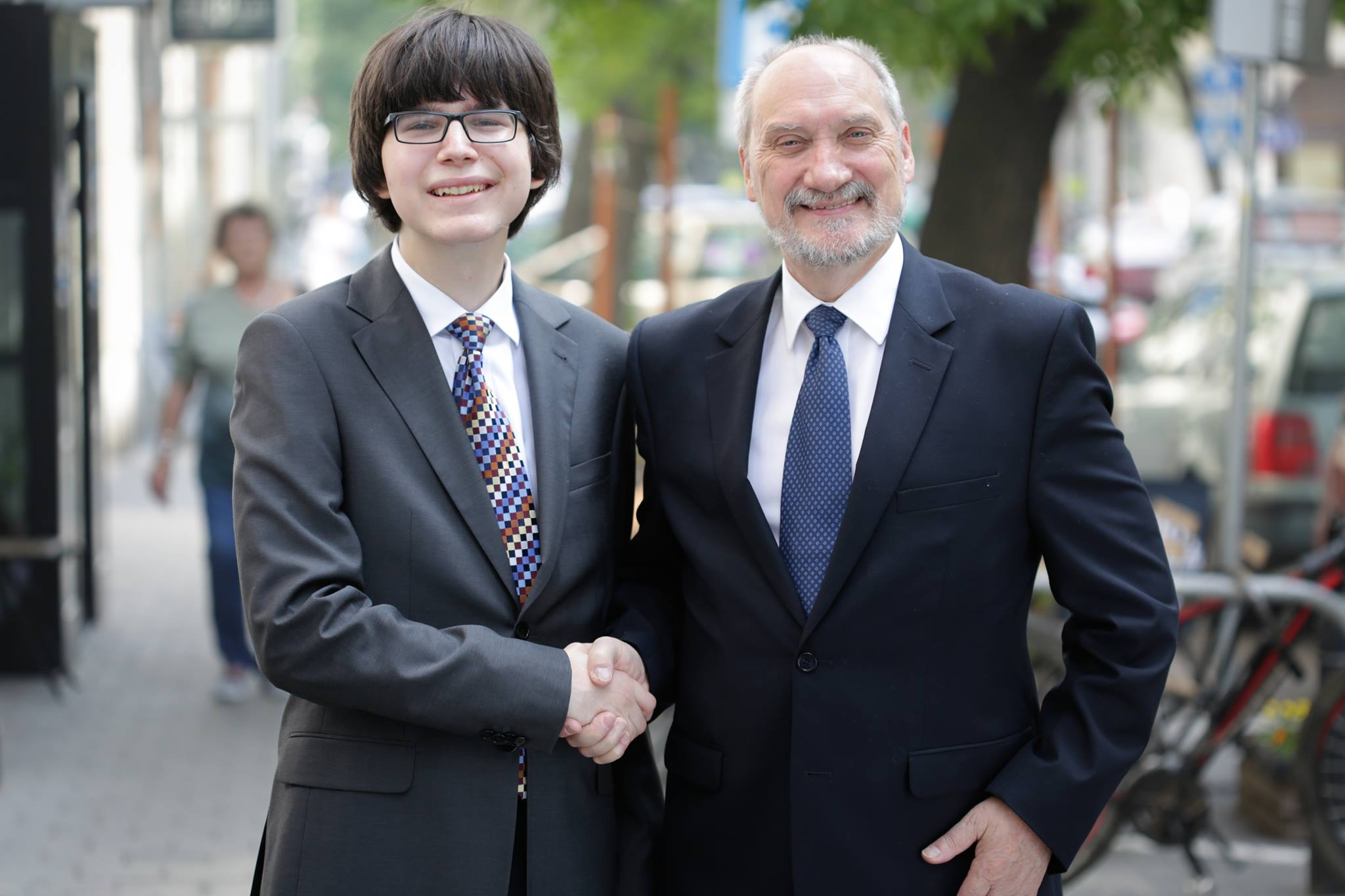
Антоний Мацеревич (справа) с советником Эдмундом Яннигером (2015 год)

Известен радикальными заявлениями конспирологического, антикоммунистического и антироссийского толка.
В одном из интервью Мацеревич назвал Польшу «фронтовым государством» и потребовал на этом основании размещения на её территории воинских контингентов НАТО. Он объявил тех, кто критикуют Польшу за дефицит демократии, орудием Путина.
Мацеревич — один из ведущих сторонников теории заговора, согласно которой авиакатастрофа Ту-154 под Смоленском была организована Россией при поддержке и с ведома тогдашнего премьер-министра Польши Дональда Туска.
В интервью 2015 года усомнился в подложности «Протоколов сионских мудрецов».
В июле 2016 года, после того как польский Сенат признал Волынскую резню геноцидом поляков, Мацеревич в интервью телеканалу TVP Info обвинил в соучастии в её организации Россию.

…настоящим врагом, тем, кто начал и который использовал часть националистических украинских сил для этого страшного преступления геноцида, является Россия. Там — источник этого страшного несчастья.
Оригинальный текст (пол.)...prawdziwym wrogiem, tym, który rozpoczął i który użył część sił nacjonalistycznych ukraińskich do tej straszliwej zbrodni ludobójstwa jest Rosja. Tam jest źródło tego straszliwego nieszczęścia.

25 июля 2016 года в интервью тому же телеканалу заявил, что историческое значение Варшавского восстания — «крупнейшей битвы Второй мировой войны» — заключается в том, что оно замедлило наступление Красной армии, и тем самым предотвратило попадание западноевропейских стран в зависимость от СССР.
Помимо этого, как утверждает Мацеревич, СССР виноват в Холокосте.